# Архитектура Мюнхена
В этой статье представлен обзор архитектуры города Мюнхен, Германия.

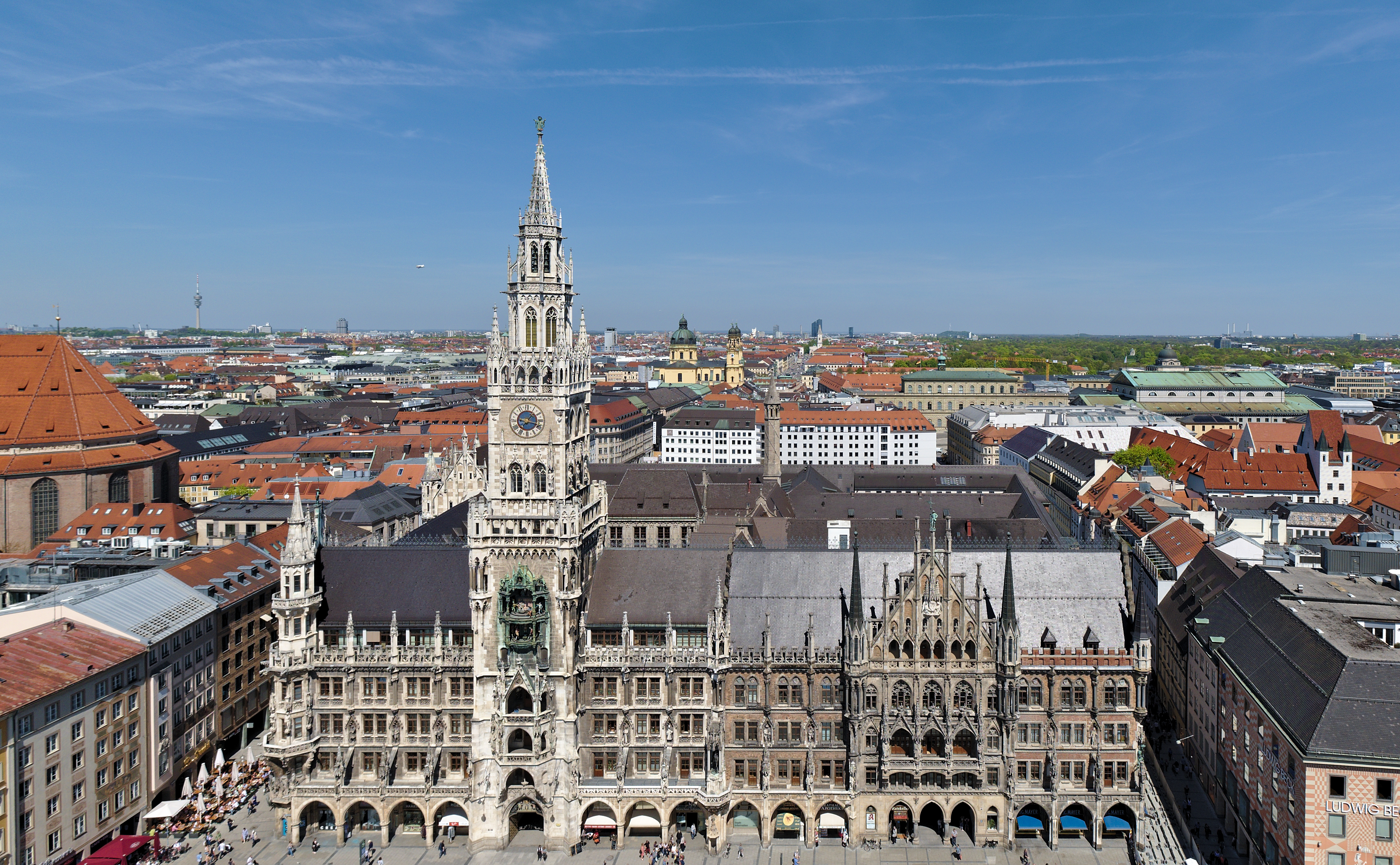
Новая ратуша

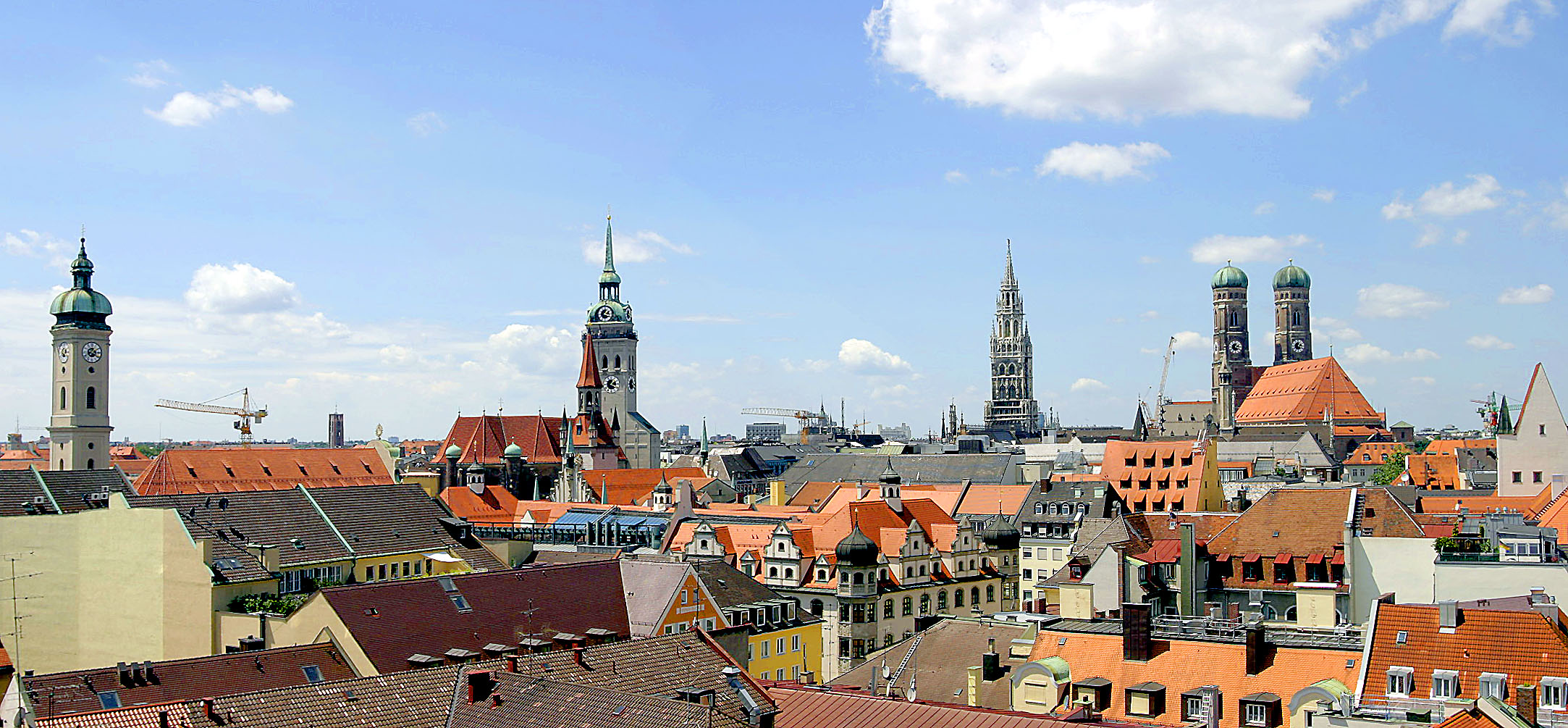
Мюнхен

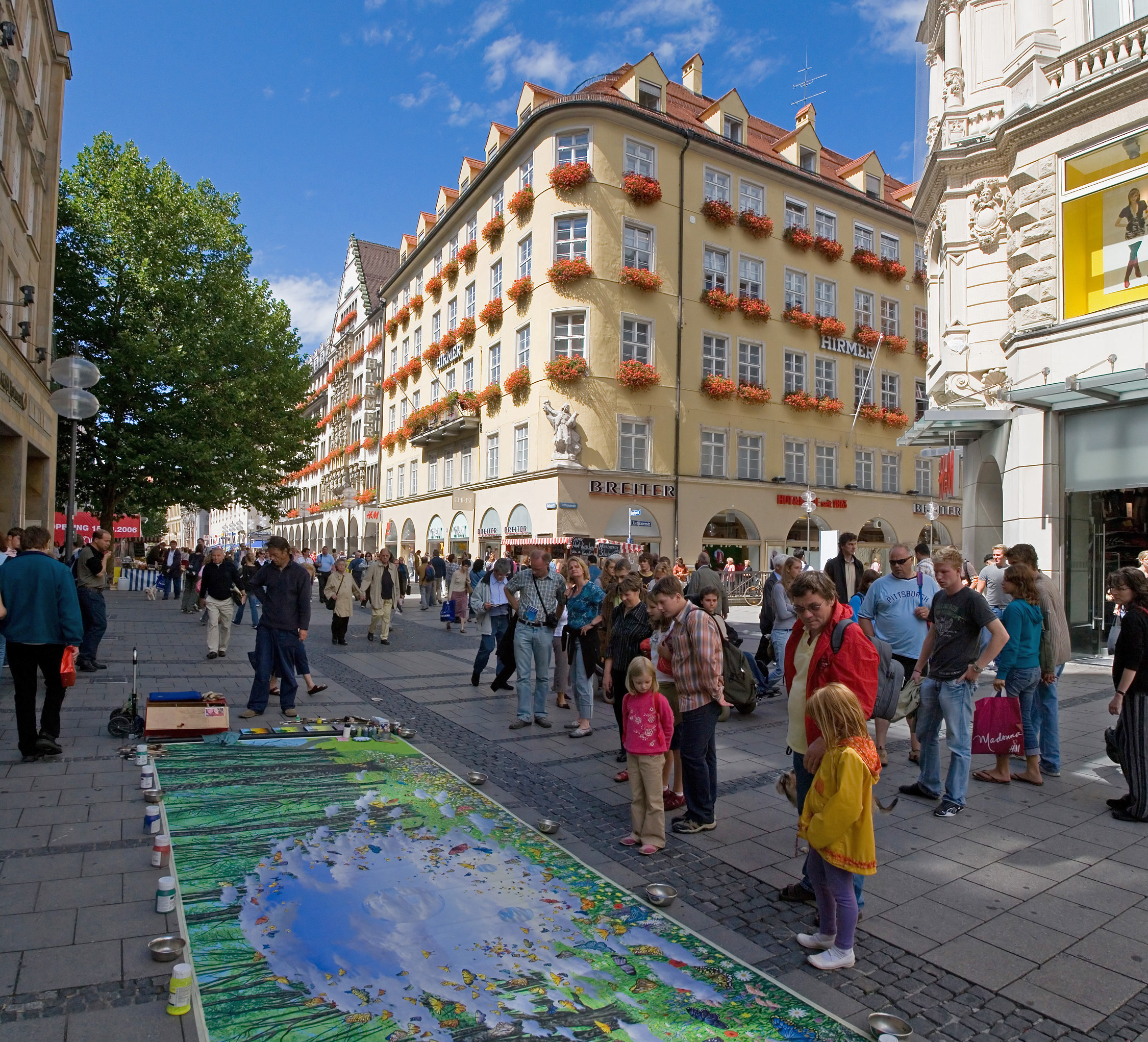
Кауфингерштрассе, недалеко от Мариенплац

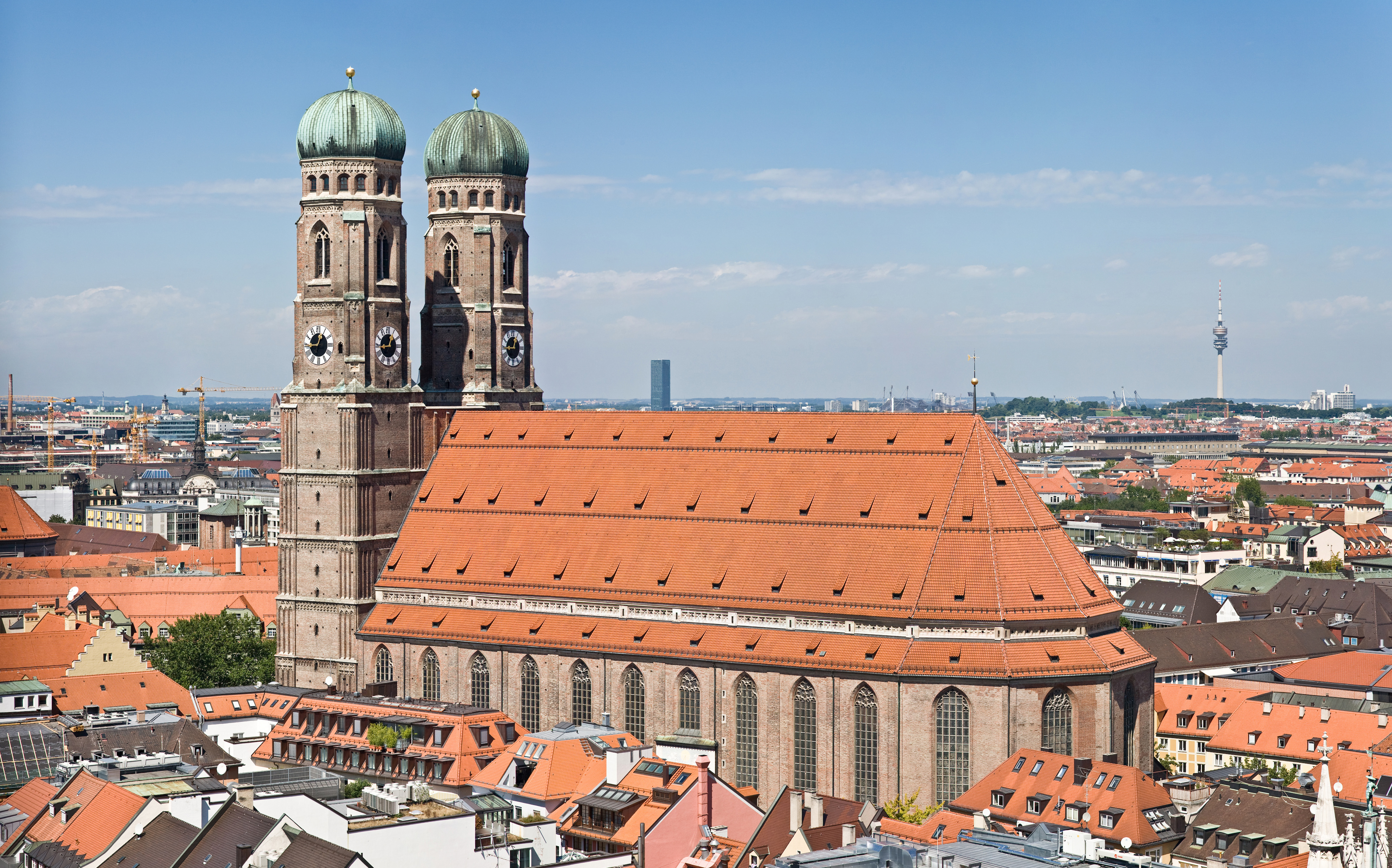
Фрауэнкирхе

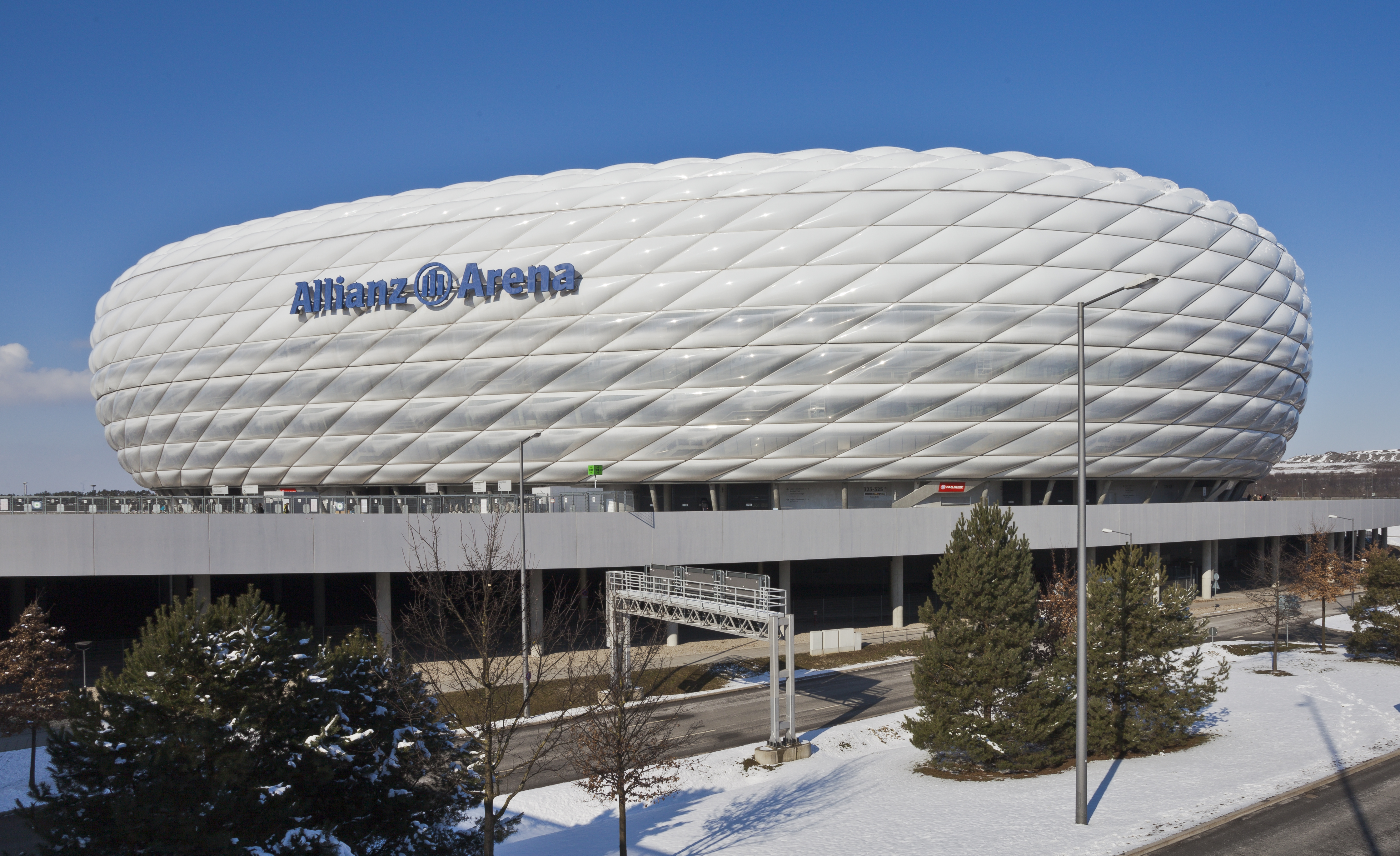
Альянц Арена

## Основные архитектурные достопримечательности Мюнхена
| Церкви | Дворцы | Исторические здания |
| --- | --- | --- |
| - Церковь Святого Петра - Фрауэнкирхе - Церковь Святого Михаила - Театинеркирхе - Церковь святой Анны - Азамкирхе - Церковь Святого Духа - Людвигскирхе | - Альтер Хоф - Мюнхенская резиденция - Дворец Хольнштайн - Нимфенбург - Амалиенбург - Дворец Фюрстенрид - Замок Блютенбург - Дворец Шлайсхайм | - Старая ратуша - Новая ратуша - Дворец правосудия - Максимилианеум - Мюнхенский университет - Баварская государственная библиотека - Мюнхенская академия художеств - Хофбройхаус |

| Музеи | Театры и памятники | Проспекты и площади |
| --- | --- | --- |
| - Глиптотека - Старая пинакотека - Новая пинакотека - Пинакотека современности - Музей Брандхорста - Баварский национальный музей - Немецкий музей - Музей BMW - Мир BMW | - Старый театр в резиденции - Национальный театр - Государственный театр на Гертнерплац - Триумфальная арка - Изарские ворота - Зал славы и Статуя Баварии - Фельдхернхалле - Ангел мира | - Мариенплац - Карлсплац - Кёнигсплац - Одеонсплац - Площадь Макса Иосифа - Максимилианштрассе - Принцрегентенштрассе - Леопольдштрассе |

| Стадионы                                           | Небоскребы                                                                                 | Парки                                                                                        |
| -------------------------------------------------- | ------------------------------------------------------------------------------------------ | -------------------------------------------------------------------------------------------- |
| - Олимпийский стадион - Альянц Арена - Грюнвальдер | - Олимпиатурм - Highlight Towers - Hochhaus Uptown München - Hypo-Haus - Штаб-квартира BMW | - Хофгартен - Английский сад - Нимфенбург - Олимпийский парк - Ботанический сад - Хеллабрунн |

## Мариенплац и Карлсплац
В центре города находится Мариенплац — большая открытая площадь, в центре которой находятся колонна Марии, которая является покровительницей Баварии, Старая и Новая ратуши. В башне Новой ратуши находятся Rathaus-Glockenspiel, декоративные часы с движущимися фигурами почти в натуральную величину, на которых изображены сцены средневекового рыцарского турнира, а также выступление знаменитого «Schäfflertanz» (переводится как «танец бондарей». Бондари якобы были первыми, кто танцевал на улицах после окончания чумы, что побудило людей присоединиться к ним). В старом готическом здании рядом с Мариенплац находится Мюнхенский городской музей.
До наших дней сохранились ворота разрушенного средневекового укрепления — Изарские ворота на востоке, Зендлингские ворота на юге и Карловы ворота на западе от центра города. Карловы ворота являются старейшим зданием на Штахусе, большой площади, на которой доминирует Дворец правосудия в стиле необарокко. На соседней Ленбахплац находятся Бернхаймер-Хаус и фонтан Виттельсбахов.
Архитектура готического Мюнхена находилась под сильным влиянием горожан и не сильно отличалась от других герцогских городов, таких как Ландсхут, Ингольштадт и Штраубинг. Когда Бавария воссоединилась в 1506 году, Мюнхен стал столицей всей Баварии. Кроме того, двор тогда все больше оказывал влияние на искусство, и Мюнхен начал превосходить другие города герцогства.

## Церковные сооружения в центре города

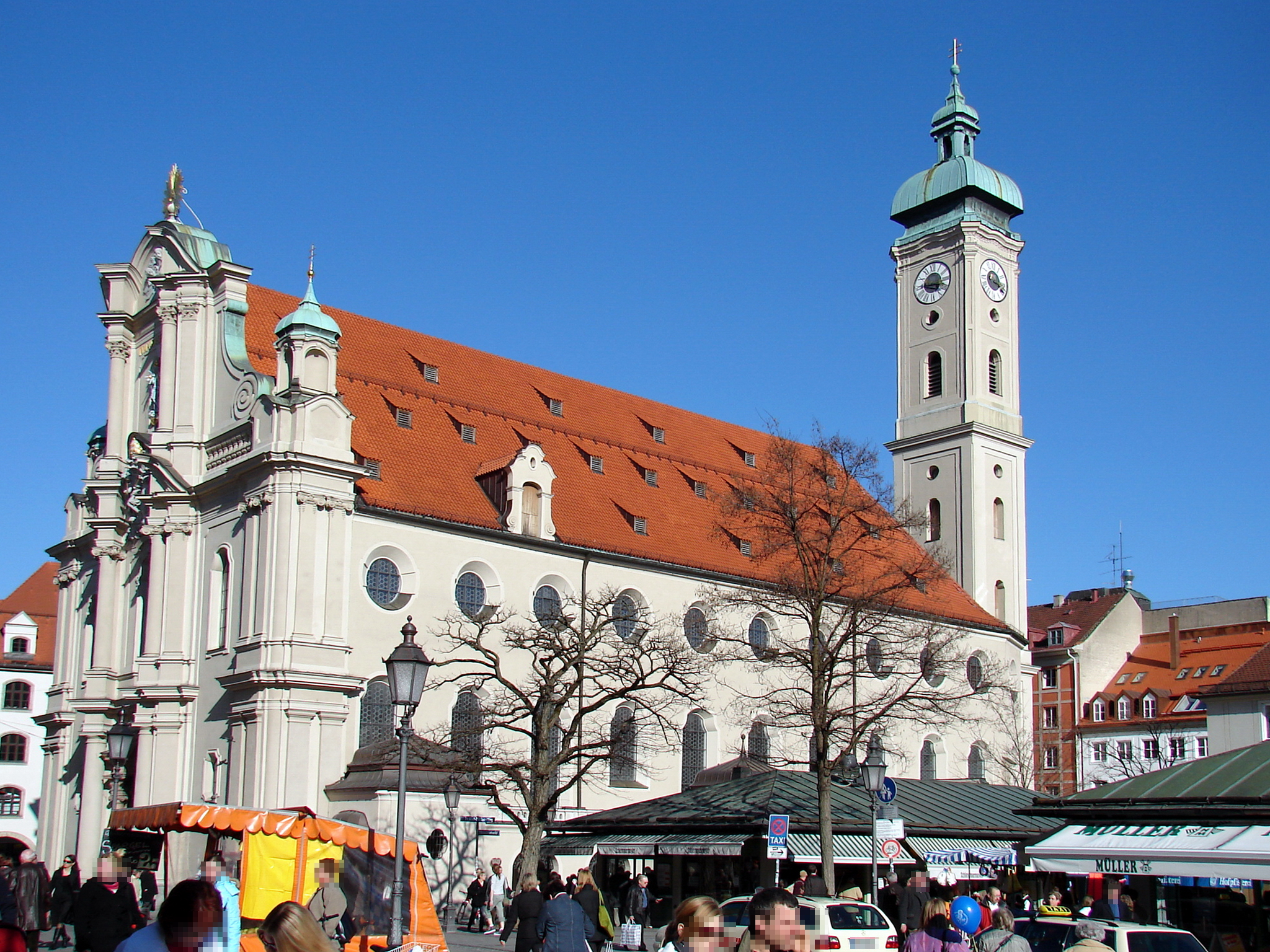
Церковь Святого Духа около Виктуалиенмаркт

Церковь Святого Петра недалеко от Мариенплац является старейшей церковью в центре города. Она была построена в период романской эпохи и была центром раннего монашеского поселения в Мюнхене до официального основания города в 1158 году.
Неподалеку от церкви Святого Петра находится готическая церковь Святого Духа, которая была перестроена в 1724 году в стиле необарокко, и обращена к Виктуалиенмаркту, самому популярному рынку Мюнхена.
Фрауэнкирхе является самым известным зданием в центре города и служит кафедральным собором для архиепархии Мюнхена и Фрайзинга. Фрауэнкирхе была построена из красного кирпича в стиле поздней готики всего за 20 лет, начиная с 1468 года. Также к церквям в стиле поздней готики относятся Кройцкирхе (церковь Святого Креста) недалеко от Зендлингских ворот и церковь Святого Сальватора недалеко от кафедрального собором. В бывшей готической Августинеркирхе (Церковь Святого Августина) рядом с Фрауэнкирхе сегодня находится Немецкий музей охоты и рыбалки.
Рядом находится Церковь Святого Михаила — самая большая церковь эпохи Возрождения к северу от Альп. Церковь была построена Вильгельмом V, герцогом Баварским, между 1583 и 1597 годами как духовный центр Контрреформации. Чтобы реализовать свои амбициозные планы относительно Церкви и прилегающего колледжа, герцог Вильгельм приказал снести 87 домов в лучшем месте, игнорируя протесты горожан.
Старейшая церковь в стиле барокко в центре города — Кармелитенкирхе на Променадплац, которая была построена незадолго до введения итальянского барокко в Мюнхене при принцессе Генриетты Аделаиды Савойской. Итальянские придворные архитекторы, такие как Энрико Цуккалли и Джованни Антонио Вискарди, контролировали архитектуру Мюнхена в течение нескольких десятилетий. Театинеркирхе (1663—1690) — базилика итальянского высокого барокко, которая оказала большое влияние на архитектуру барокко Южной Германии. Его купол доминирует над Одеонсплац. Другими итальянскими церквями в стиле барокко в центре города, которые заслуживают внимания, являются Бюргерзалкирхе (1709) и Церковь Пресвятой Троицы (1711—1718).
Азамкирхе была построена братьями Азам (Космас Дамиан Азам и Эгид Квирин Азам) в 1733 году, первопроходцами эпохи рококо.
С архитектурным возрождением XIX века в Мюнхене было построено много новых католических церквей. Поскольку Средняя Франкония, население которой преимущественно протестантского происхождения, была присоединена к Баварии, в этот период были построены первые протестантские церкви Святого Матфея, Святого Мартина и Святого Луки в Мюнхене. К церквям неороманского стиля относятся Святой Анны в Лееле, Святого Максимилиана и Святого Бенно в Нойхаузене. На восточной стороне реки Изар были построены три большие неоготические церкви: Мария-Хильф-Кирхе-ин-дер-Ау, Святой Йоханнис в Хайдхаузене и Кройцкирхе в Гизинге. Церковь Святого Павла на Терезиенвизе считается самой большой неоготической церковью. К стилю неоренессанса относится Церковь Святой Урсулы в Швабинге, а крупнейшими церквями в стиле нео-барокко — церковь Святой Маргариты в Зендлинге и церковь Святого Иосифа в Швабинге.
9 ноября 2006 года на Санкт-Якоб-Плац была открыта новая синагога Охель-Яков, спустя 68 лет после массового погрома во время Хрустальной ночи.

## Дворцы в центре города

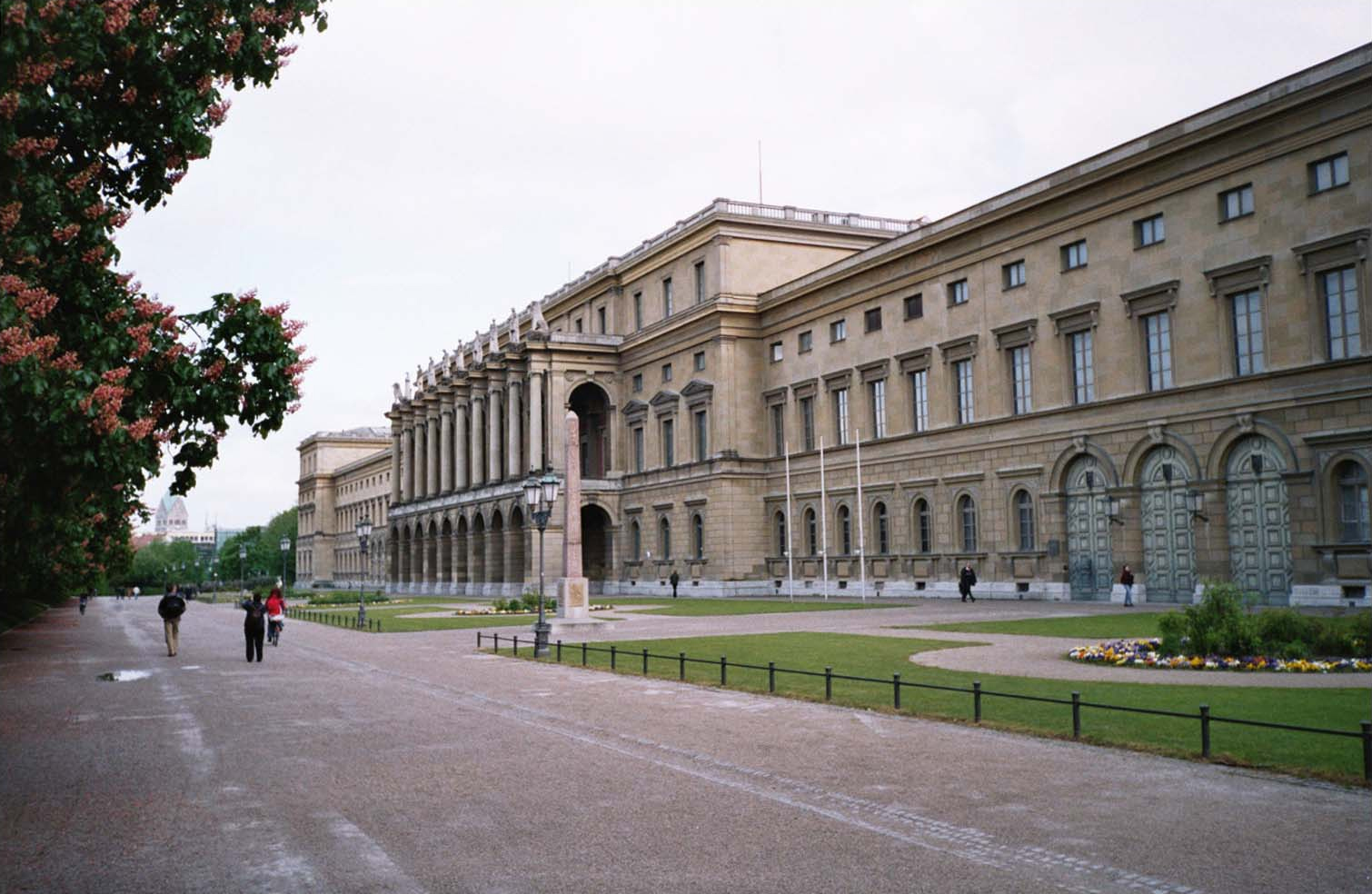
Здание праздничного зала в Мюнхенской резиденции

Готический Альтер Хоф, средневековый замок и резиденция герцогов Виттельсбахов в Мюнхене до сих пор существует в центре города, недалеко от Мариенплац. Здание Монетного двора (нем. Alte Münze) в стиле ренессанс с неоклассическим фасадом расположен между старым замком и резиденцией. Старая Академия рядом с церковью Святого Михаила также относится к эпохе Возрождения.
Большой дворцовый комплекс резиденции (первые сведения относятся к 1385 году) на окраине Старого города Мюнхена входит в число самых значительных музеев Европы. Комплекс зданий охватывает десять внутренних дворов, а в музее представлено 130 залов. Четыре основные части — это королевские покои (нем. Königsbau) (рядом с Max-Joseph-Platz), старая резиденция(нем. Alte Residenz)(по направлению к Residenzstraße), праздничный зал (нем. Festsaalbau) (по направлению к Хофгартен) и Византийская придворная церковь Всех Святых (нем. Allerheiligen-Hofkirche). Напротив церкви было построено здание королевских конюшен (нем. Marstall). С восточной стороны, напротив Хофгартена, находится Баварская Государственная канцелярия, расположенная в бывшем Музее армии, с добавлением стеклянных крыльев слева и справа от первоначального здания. Реконструированное здание было завершено в 1993 году.

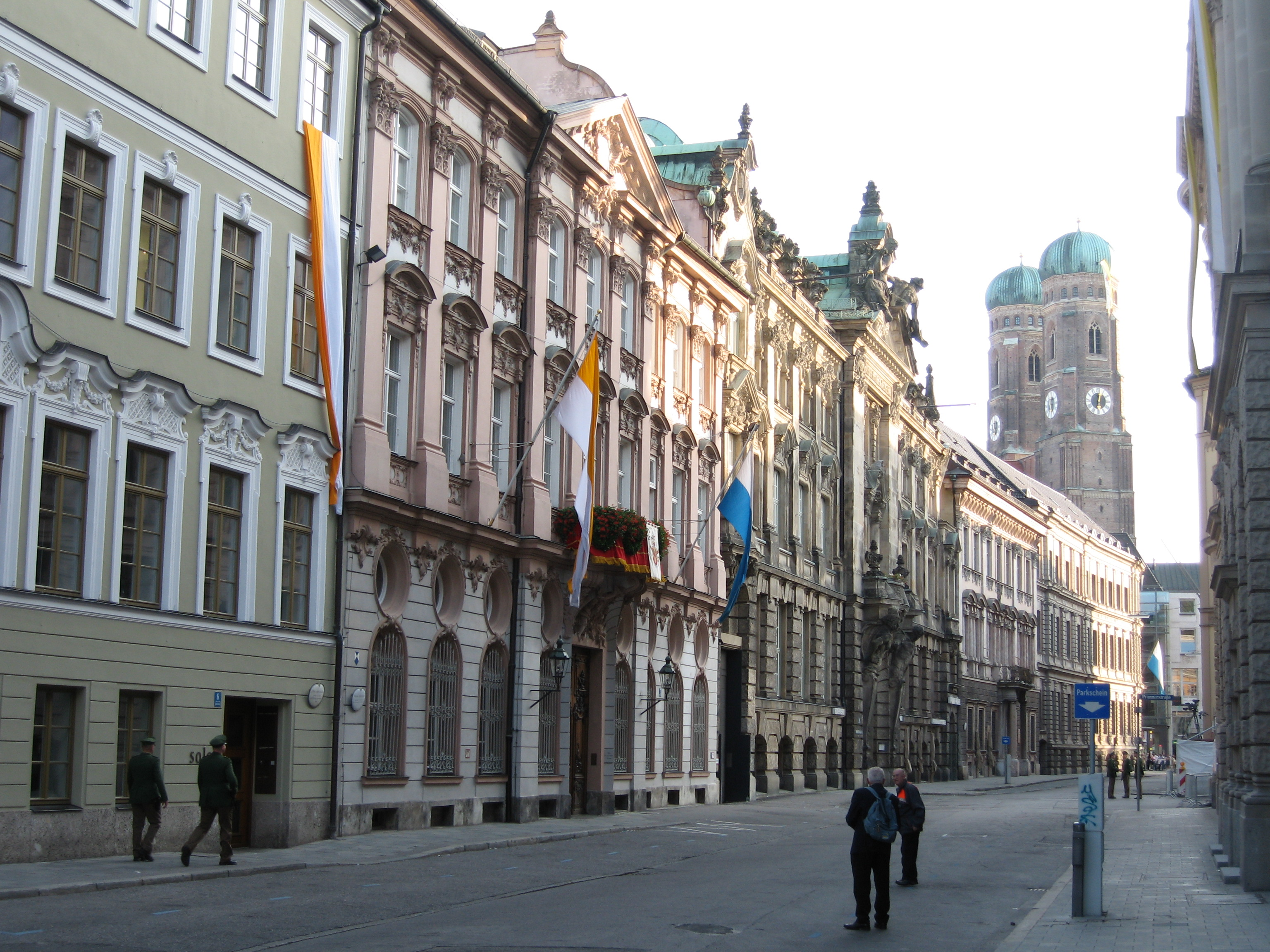
Дворец Хольнштайн и Дворец Порция на Kardinal-Faulhaber-Straße

Среди барочных и неоклассических особняков, которые существуют в Мюнхене, находятся Дворец Порция (Palais Porcia), Дворец Тёринг-Йеттенбах(Palais Törring-Jettenbach) с его лоджией, Дворец Прейзинг(Palais Preysing), Дворец Хольнштайн (резиденция архиепископа Мюнхена и Фрайзинга), Дворец Лойхтенберг (Palais Leuchtenberg) (бывшая резиденция Эжена де Богарне) и Дворец Принц-Карл (Prinz-Carl-Palais), официальная резиденция премьер-министра Баварии. Все вышеперечисленные особняки расположены недалеко от резиденции.
Максбург, дворец в стиле ренессанс к северу от Штахуса, был разрушен во время Второй мировой войны, только башня была сохранена и интегрирована в современное здание. Neue Landschaftsgebäude недалеко от Зендлингских ворот — это роскошное здание, которое было построено в 1774 году Франсуа де Кувийесом Младшим.

## Современный Мюнхен

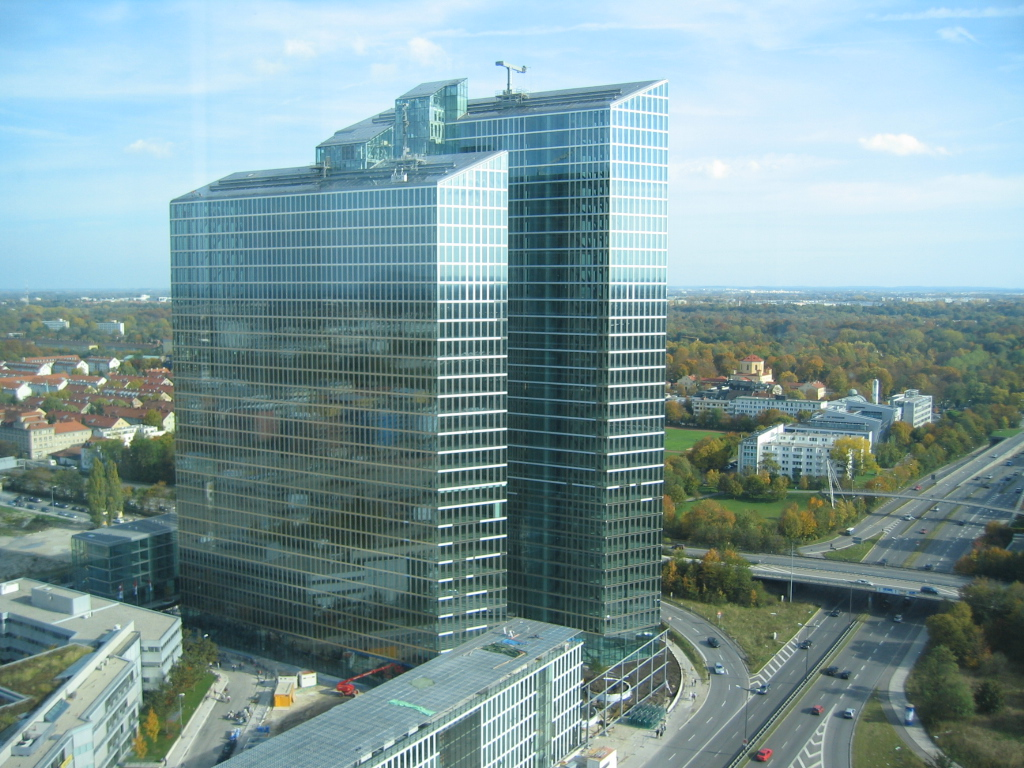
Highlight Towers

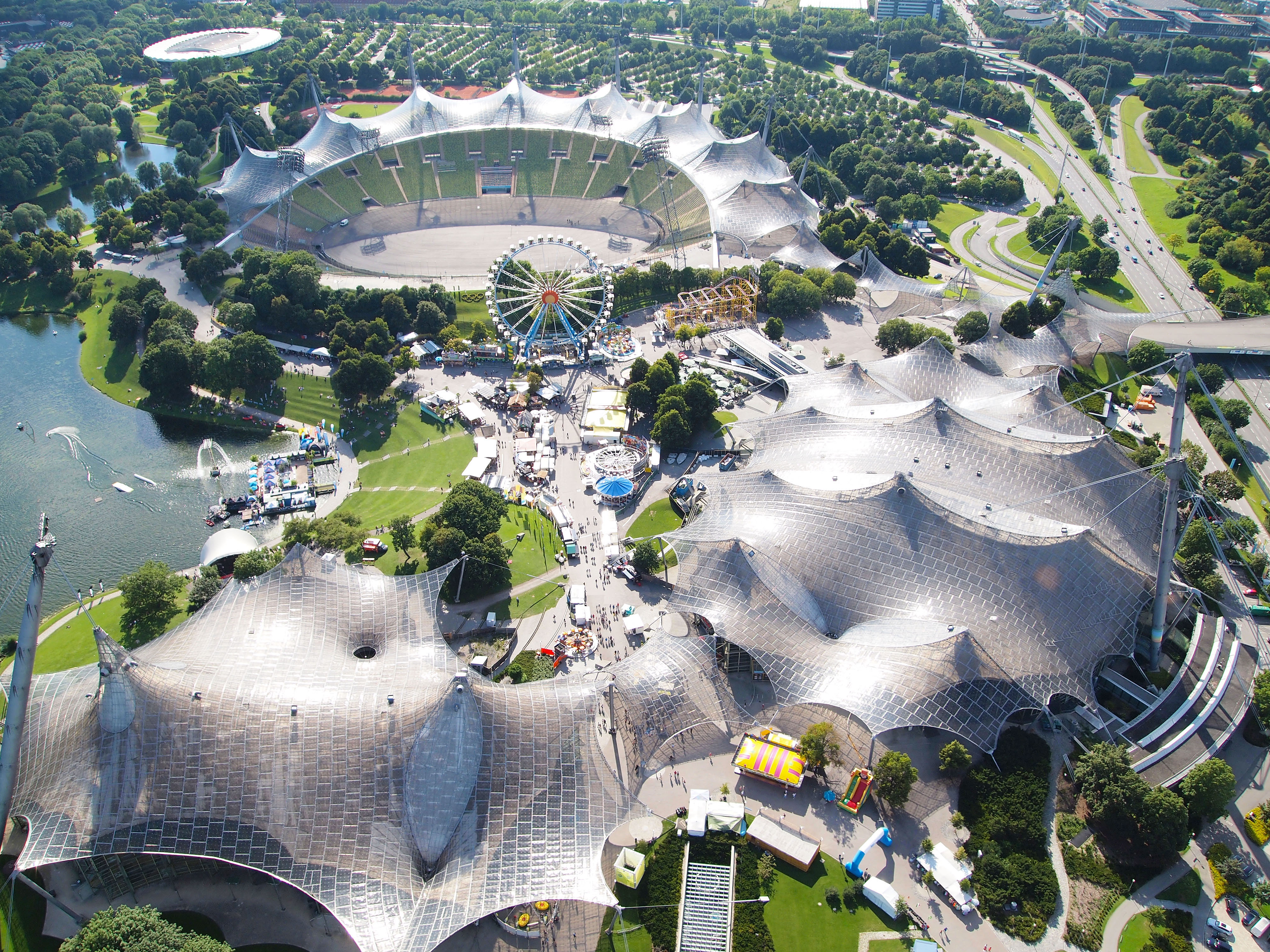
Олимпийский зал, Олимпийский стадион и Олимпийский бассейн

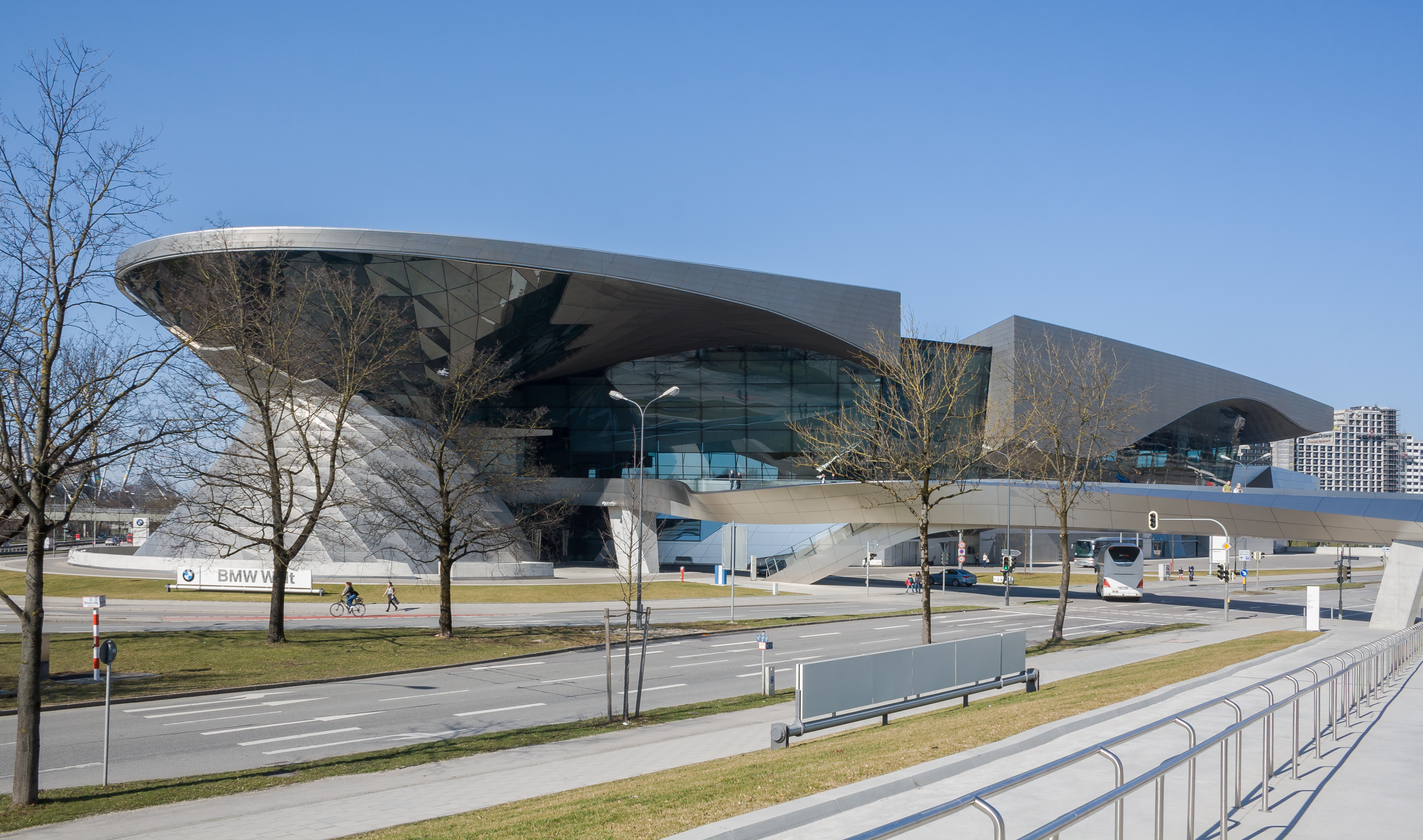
Мир BMW

Мюнхен отличается широким разнообразием современной архитектуры, хотя строгие ограничения по высоте зданий ограничивают строительство небоскребов. Большинство высотных зданий сгруппированы на северной окраине Мюнхена, например «Дом Hypo», «многоэтажное здание Arabella», «Highlight Towers», «Uptown Мюнхен» и «штаб-квартира BMW» (с прилегающим зданием Мир BMW) рядом с Олимпийским парком. Несколько других высотных зданий расположены недалеко от центра города и в кампусе Siemens на юге Мюнхена.
Достопримечательностью современного Мюнхена является также архитектура двух его больших спортивных арен. Олимпийский парк с его стадионом был построен для летних Олимпийских игр 1972 года в Мюнхене. Архитекторы за основу крыши стадиона взяли цирковой шатер.
Альянц Арена находится на севере Мюнхена в районе Фрёттманинг (нем. Fröttmaning).
В ноябре 2004 года был проведен референдум по вопросу о том, следует ли запретить строительство высотных зданий в центре города; в результате этого пришлось существенно изменить или полностью отказаться от нескольких строительных проектов, в том числе и от запланированного нового административного здания газеты Süddeutsche Zeitung. Было решено не строить мюнхенские небоскребы выше башень Фрауэнкирхе, чья высота составляет 100 метров, это касается и высотных зданий, находящихся за центром города. Тем не менее, всегда возникают инициативы, чтобы переосмыслить это, в том числе из-за изменения цен на рынке недвижимости. Городской совет Мюнхена выступает за строительство высотных зданий за Митлерринг (нем. Mittlerer Ring) (федеральная трасса (нем. Bundesstraße) 2 R).